# Ivan Dubrovin

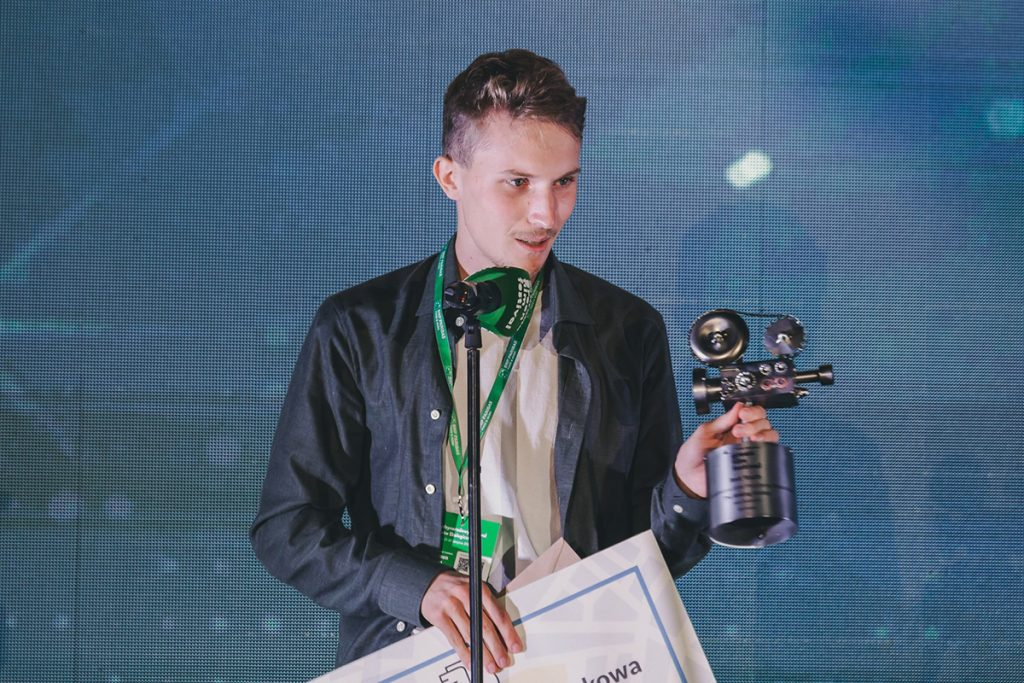
Ivan Dubrovin auf dem Green Film Festival in Krakau (2021)

Ivan Dubrovin (* 28. Januar 2000 in Münster) ist ein deutscher Filmregisseur.

## Leben
2017 gewann Dubrovin den Landespreis im Geschichtswettbewerb des Bundespräsidenten mit der Arbeit „Die Geschichte der russisch-orthodoxen Gemeinde in Münster“. Für seinen Kurzfilm Das Dorf erhielt er die Auszeichnung Bronze bei dem Festival im Stadthafen Rostock 2017.
Nach seinem Abitur am Wilhelm-Hittorf Gymnasium in Münster reiste er 2018 für zwei Monate nach Mumbai und drehte dort mit einem neu gegründeten indischen Team in Eigenregie den Kurzfilm I want to be famous, der auf dem Filmfestival Münster gezeigt wurde. Es folgte eine Regiehospitanz am Theater Münster und danach beim Deutschen Theater Berlin. 
2019 wurde Dubrovin für ein Studium der Spielfilmregie an der Hochschule für Fernsehen und Film München angenommen.
2020 schrieb er zusammen mit Gerhard Wisnewski das Drehbuch zum Kurzfilm Das abstürzende Luftschiff, bei dem er auch selbst Regie führte. Der Film wurde von Franz Ufer produziert und lief auf dem Oskar-akkreditierten Los Angeles Shorts International Film Festival. Außerdem gewann der Film auf dem BNP Paribas Green Film Festival in Polen in den Kategorien Best Narrative Film und Best Youth und lief auf dem European-Film-Award-akkreditierten Drama International Short Film Festival in Griechenland.
Bei der 55. Werkstatt der jungen Filmszene in Wiesbaden war er Jurymitglied.
2022 gewann Ivan Dubrovin mit den Produktionsstudenten Felix Sommer und Thomas Slatter den Filmpreis Zukunft der HFF München und der Technischen Universität München im Wert von 11.111 Euro.

## Familie
Sein Vater, Arkadij Dubrovin, ist Priester der russisch-orthodoxen Kirche in Münster. Sein Großvater Jurij Dubrovin ist Verdienter Filmschauspieler der Russischen Föderation.

## Filmografie (Auswahl)
- 2016: Das Dorf[16]
- 2020: Das abstürzende Luftschiff[7]
- 2022: Frau K[17]